# 燃える (1967年のテレビドラマ)
『燃える』（も-）は、東海テレビ制作のフジテレビ系列で、1967年5月1日～7月28日に放送された昼ドラマである。

## キャスト
- 鳳八千代
- 高橋長英
- 金内吉男

## スタッフ
- 演出：平松敏男
- 脚本：長尾広生、竹内勇太郎